# Xã Sarcoxie, Quận Jefferson, Kansas
Xã Sarcoxie (tiếng Anh: Sarcoxie Township) là một xã thuộc quận Jefferson, tiểu bang Kansas, Hoa Kỳ. Năm 2010, dân số của xã này là 999 người.